# Atikokan
Atikokan är en ort i Kanada.   Den ligger i Rainy River District och provinsen Ontario, i den sydöstra delen av landet, 1 300 km väster om huvudstaden Ottawa. Atikokan ligger 390 meter över havet och antalet invånare är 3 400.
Terrängen runt Atikokan är huvudsakligen platt, men norrut är den kuperad. Runt Atikokan är det glesbefolkat, med 10 invånare per kvadratkilometer.. Det finns inga andra samhällen i närheten. 
I omgivningarna runt Atikokan växer i huvudsak blandskog.